# Sunset Mission
Sunset Mission é o terceiro álbum de estúdio de Bohren & der Club of Gore.

## Faixas
1. "Prowler" – 5:03
2. "On Demon Wings" – 7:01
3. "Midnight Walker" – 7:17
4. "Street Tattoo" – 9:51
5. "Painless Steel" – 5:47
6. "Darkstalker" – 5:43
7. "Nightwolf" – 16:31
8. "Black City Skyline" – 5:50
9. "Dead End Angels" – 10:25

## Formação
- Morten Gass (piano)
- Christoph Clöser (saxophone)
- Thorsten Benning (bateria)
- Robin Rodenberg (baixo)